# Opposizione bielorussa

L'ex bandiera della Bielorussia, la bandiera ufficiale della Repubblica Popolare Bielorussa (1918), del Consiglio Centrale Bielorusso (1943-1944) e della Repubblica di Bielorussia (1991–1995), attualmente utilizzata da vari gruppi di opposizione e individui

L'opposizione bielorussa è composta da gruppi e individui in Bielorussia che cercano di sfidare prima le autorità della Bielorussia sovietica dal 1988 al 1991 e poi dal 1995 il presidente autoritario Aljaksandr Lukašėnka, che i sostenitori del movimento considerano spesso un dittatore. I sostenitori del movimento tendono a chiedere una democrazia parlamentare basata su un modello occidentale, con libertà di parola e pluralismo politico e multireligioso.
Per il movimento democratico bielorusso dell'inizio del XX secolo si veda la Repubblica Popolare Bielorussa.

## Sfondo
Il moderno movimento per la democrazia bielorussa ha avuto origine alla fine degli anni '80, quando la Perestrojka di Michail Gorbačëv e il disastro di Černobyl' del 1986 hanno messo in luce le gravi carenze del sistema sovietico e hanno galvanizzato una parte significativa dei bielorussi sulle questioni dell'ambiente, della destalinizzazione, del risveglio nazionale e della democrazia cambia.
Lo scioglimento dell'Unione Sovietica ha determinato un breve periodo di democrazia tra il 1991 e il 1994.
Tuttavia, dalla sua elezione nel 1994, Aljaksandr Lukašėnka ha stabilito una regola autoritaria creando un sistema politico che il Consiglio per i diritti umani delle Nazioni Unite ha affermato essere "incompatibile con il concetto di diritti umani".

## Storia

### 1988 Proteste anti-sovietiche
Il 3 giugno 1988 il settimanale " Litaratura i mastatstva" ("Letteratura e arte") con sede a Minsk ha pubblicato un articolo degli archeologi Zianon Pazniak e Yauhen Shmyhalyou sul rinvenimento di 500 fosse comuni di vittime staliniste a Kurapaty, alla periferia della capitale bielorussa. L'articolo è stata la prima pubblicazione in Bielorussia sui crimini delle autorità dell'era sovietica. Ciò fu seguito nell'ottobre dello stesso anno dall'istituzione del Martirologio della Bielorussia per commemorare le vittime del comunismo e da un comitato organizzativo per la creazione del Fronte popolare bielorusso, che in seguito divenne un ardente sostenitore dell'indipendenza della Bielorussia dall'Unione Sovietica.
Il 30 ottobre 1988, la polizia antisommossa a Minsk ha disperso violentemente una manifestazione di massa per commemorare le vittime dello stalinismo a Kurapaty, il primo di molti scontri simili nella storia della moderna bielorussia.

### Istituzione del Fronte popolare bielorusso
Il 24 e 25 giugno 1989 il Fronte popolare bielorusso "Revival" (in bielorusso Адраджэньне?) è stata formalmente costituita con Pazniak come presidente.

### Rivoluzione bielorussa del 1991
La rivoluzione bielorussa del 1991 è stata una serie di scioperi a livello nazionale e manifestazioni a favore dell'indipendenza contro le autorità sovietiche e le loro politiche. Il calo del tenore di vita e la disoccupazione insieme alle politiche di glasnost' e perestrojka hanno anche scatenato massicce manifestazioni e disordini da parte principalmente di giovani, chiedendo democrazia e guidando proteste sindacali in tutta la Bielorussia.
Nel 1990, la Bielorussia ha tenuto le sue prime elezioni parlamentari competitive per il Soviet Supremo, che allo scioglimento dell'Unione Sovietica ha dichiarato la Bielorussia una nazione indipendente.

### Elezione di Lukashenko
Il 19 giugno 1994 la Bielorussia ha tenuto le sue prime elezioni presidenziali, vinte da Lukashenko. Dal 1995 ha iniziato a consolidare il suo potere a spese del Parlamento e di altre istituzioni.

### Primavera di Minsk (1996-97)
Nelle primavere del 1996-97 si è svolta una serie di proteste di piazza di massa chiamate Primavera di Minsk o Primavera bielorussa (nome ispirato alla primavera di Praga), innescate da un referendum costituzionale sugli emendamenti alla Costituzione della Bielorussia del 1994. Il sistema politico bielorusso è diventato sempre più autoritario con il governo che cercava di limitare tutte le libertà politiche.

### Carta 97
Charter 97 è un gruppo per i diritti umani che si ispira alla dichiarazione del 1997 che chiede la democrazia in Bielorussia. Il documento il cui titolo riprende volutamente la dichiarazione cecoslovacca sui diritti umani Charta 77 vent'anni prima è stato creato in occasione dell'anniversario del referendum tenutosi nel 1996 e che, nelle parole dell'organizzazione, dichiara “devozione ai principi di indipendenza, libertà e democrazia, rispetto dei diritti umani, solidarietà con tutti, che sostiene l'eliminazione del regime dittatoriale e il ripristino della democrazia in Bielorussia".

### Rivoluzione dei jeans (2006)
La rivoluzione dei jeans era un termine usato dall'opposizione in Bielorussia e dai suoi sostenitori per descrivere i loro sforzi e le loro aspirazioni sui cambiamenti democratici in Bielorussia, nel periodo che ha preceduto le elezioni presidenziali del 2006.

### Elezioni presidenziali 2010
Dopo le elezioni presidenziali bielorusse del 2010, fino a 40.000 persone hanno protestato contro Lukashenko. Fino a 700 attivisti dell'opposizione, inclusi 7 candidati alla presidenza, sono stati arrestati durante la repressione post-elettorale.
Anche diversi siti web dell'opposizione e dei candidati dell'opposizione sono stati bloccati o violati. Bloccati anche Facebook, Twitter, YouTube, Google Talk, molti servizi di posta elettronica e LiveJournal. Il quartier generale di Charter 97, il gruppo di opposizione e il sito web, è stato preso d'assalto dalle forze di sicurezza di Lukashenko e tutto il suo personale è stato arrestato.
Secondo The Independent, le forze di sicurezza di Lukashenko hanno inseguito i suoi oppositori "con una ferocia che non sarebbe sembrata fuori luogo in epoca sovietica".

### Proteste del 2011
Nel 2011 si sono svolte una serie di proteste influenzate da una grave crisi economica. A seguito di queste proteste, il 29 luglio il governo ha vietato le assemblee e gli assembramenti.

### Proteste del 2017
A causa di una recessione economica in corso, continuata dall'ultima serie di proteste nel 2015, a causa del calo dei prezzi della benzina, quell'anno è stata approvata una legge che tassava i disoccupati. Circa 470.000 bielorussi sono obbligati a pagare la tassa, ma solo il 10% circa lo ha fatto da quando è stata emessa.
Circa 2.500 manifestanti hanno riempito le strade della capitale della Bielorussia, Minsk, il 17 febbraio per protestare contro una politica che richiedeva a chi lavora per meno di 183 giorni all'anno per pagare $ 250 USD per "tasse perse" per aiutare a finanziare le politiche di welfare. Questo si converte in circa 5 milioni rubli: una paga di mezzo mese. La legge si è rivelata impopolare ed è stata derisa dal pubblico come la "legge contro i parassiti sociali". Il 19 febbraio, altri 2.000 hanno manifestato nella seconda città di Homel'. Entrambi gli incontri sono stati pacifici. Manifestazioni minori si sono svolte in altre città.
Il 25 marzo, il leader dell'opposizione Vladimir Nekliayev, che avrebbe dovuto parlare alla protesta principale, sarebbe stato fermato al mattino mentre si recava a Minsk.
Il governo ha difeso gli arresti di massa e le percosse contro i cittadini sostenendo che la polizia aveva trovato "bombe a benzina e auto cariche di armi" vicino a una protesta a Minsk.

### Elezioni presidenziali 2020 e proteste
Nel maggio 2020, un'approvazione ridotta di Lukashenko durante la sua gestione della pandemia di COVID-19 ha portato a proteste di strada e il blogger Sjarhej Cichanoŭskij ha etichettato Lukashenko come uno scarafaggio come nella poesia per bambini The Monster Cockroach, riferendosi a nella simbologia a una pantofola utilizzata per schiacciare l'insetto. Molti candidati dell'opposizione si sono iscritti alle prossime elezioni come risultato del movimento, ma molti di loro sono stati arrestati.
Proteste di massa (soprannominate rivoluzione delle ciabatte e descritte come un tentativo di ripetere la rivoluzione di velluto con cui in Cecoslovacchia venne quasi pacificamente abbattuto il regime comunista nel 1989) sono scoppiate in tutta la Bielorussia in seguito alle elezioni presidenziali bielorusse del 2020, segnate da accuse di diffuse frodi elettorali. Successivamente, la candidata presidenziale dell'opposizione Svjatlana Cichanoŭskaja, moglie di Tikhanovsky, ha affermato di aver vinto le elezioni presidenziali con tra il 60% e il 70% dei voti e ha formato un Consiglio di coordinamento per facilitare il trasferimento pacifico e ordinato del potere in Bielorussia. I gruppi online su Telegram come NEXTA, così come i piccoli gruppi decentralizzati, hanno svolto un ruolo importante nella diffusione delle informazioni e nel coordinamento delle attività di opposizione.

### Giornata della Libertà
La Giornata della Libertà (in bielorusso Дзень Волі?, Dzień Voli) è una festa non ufficiale in Bielorussia celebrata il 25 marzo per commemorare la dichiarazione di indipendenza della Repubblica Popolare Bielorussa da parte della Terza Carta Costituente in quella data nel 1918. La giornata è stata utilizzata ogni anno dal movimento democratico bielorusso per protestare contro Alexander Lukashenko dalla sua elezione.

## Partiti e organizzazioni di opposizione
- Rada della Repubblica Democratica Bielorussa
- Gabinetto di Transizione e Consiglio di Coordinamento
- Charter '97
- Viasna Human Rights Centre
- Fronte popolare bielorusso "Revival"
- Comitato Nazionale dello Sciopero in Bielorussia
- DissidentBY
- Libereco
- Martyrology of Belarus [ be-tarask ; essere ] "
- Teatro Libero della Bielorussia
- Democrazia cristiana bielorussa
- Partito dei Verdi bielorusso
- Partito delle donne bielorusse "Nadzieja"
- NEXTA
- Partito della Libertà e del Progresso
- Assemblea socialdemocratica
- Partito Civico Unito della Bielorussia
- Fronte giovane
- Partito socialdemocratico bielorusso (assemblea)
- Partito Civico Unito
- Partito Bielorusso della Sinistra "Un mondo giusto"
- Partito BPF
- Partito Cristiano Conservatore – BPF
- Liceo umanistico bielorusso
- Giornata di solidarietà con la Bielorussia
- Giornata della Libertà (Bielorussia)
- YCSU Giovani Democratici
- Zubr (organizzazione politica)
- Reggimento Kastuś Kalinoŭski (Forze armate dell'Ucraina)

## Supporto internazionale

### Organizzazioni
- L'Unione europea ha rinforzato le sue sanzioni contro il regime di Lukashenko[senza fonte]
- La NATO ha rinforzato le sue sanzioni contro l'amministrazione di Lukashenko[senza fonte]

### Governi
I seguenti governi hanno fornito supporto diplomatico al movimento d'opposizione bielorusso:
- Rep. Ceca[32]
- Estonia[33]
- Lettonia[33]
- Lituania[34]
- Polonia[35]
- Ucraina[senza fonte]